# Hrabia Monte Christo (film 2002)
Hrabia Monte Christo (ang. The Count of Monte Cristo) – film kostiumowy z 2002 roku. Adaptacja powieści Aleksandra Dumasa o takim samym tytule.

## Opis fabuły
Marynarz Edmund Dantes, wskutek fałszywego donosu, zostaje skazany na dożywotnie więzienie. Trafia do lochu zamku d'If. Po  czternastu latach odzyskuje jednak wolność, a dzięki szczęśliwemu splotowi okoliczności zyskuje ogromne bogactwo. Wraca wówczas jako hrabia Monte Christo do Paryża, gdzie postanawia dokonać zemsty...

## Obsada
- James Caviezel – Edmund Dantes / Hrabia Monte Christo
- Guy Pearce – Fernand Mondego
- Dagmara Domińczyk – Mercedes
- Henry Cavill – Albert Mondego
- JB Blanc – Luigi Vampa
- James Frain – Villefort
- Richard Harris – Faria
- Michael Wincott – Dorleac
- Albie Woodington – Danglars
- Luis Guzmán – Jacopo / Maggot
- Helen McCrory – Valentina Villefort
- Alex Norton – Napoleon
- Patrick Godfrey – Morrell
- Eric Stovell – Viscount Toville
- Joseph Kelly – ogrodnik
- Andrew Woodall – kapitan żandarmerii
- Brendan Costello – Viscount
- Robert Price – Pascal
- Briana Corrigan – prostytutka w kasynie
- Brian Thunder – oficer policji
- Derek Reid – bankier
- Gregor Truter – porucznik Graypool
- Katherine Holme  – Julianne
- Ivan Kennedy – Outrider
- Alvaro Lucchesi – Claude
- Karl O'Neill – Marchand